# Campionato europeo femminile di pallacanestro Under-16 1999
Il Campionato europeo femminile di pallacanestro Under-16 1999 (noto anche come FIBA EuroBasket Women Under-16 1999) si è svolto in Romania, a Tulcea.

## Classifica finale
| Campione d'Europa | Campione d'Europa | Campione d'Europa |
| ----------------- | ----------------- | ----------------- |
| Spagna            |                   |                   |
| Argento           | Jugoslavia        |                   |
| Bronzo            | Francia           |                   |
| 4.                | Russia            |                   |
| 5.                | Slovacchia        |                   |
| 6.                | Polonia           |                   |
| 7.                | Grecia            |                   |
| 8.                | Bielorussia       |                   |
| 9.                | Croazia           |                   |
| 10.               | Turchia           |                   |
| 11.               | Rep. Ceca         |                   |
| 12.               | Romania           |                   |